# Ereafdeling (veldhockey dames)
De Ereafdeling, ook bekend onder de sponsornaam Belfius Hockey League, is de hoogste afdeling van de Belgische veldhockeycompetitie bij de dames. 

## Geschiedenis
Sinds 1921 wordt er in België gestreden om het landskampioenschap hockey. De competitie is sinds die tijd verscheidene keren van vorm veranderd. Tot 2006 werd gesproken over Divisie 1, sindsdien over de Eredivisie. In recente jaren nemen bij de dames 12 ploegen deel. 

## Play-offs
Na de competitie aan het einde van het seizoen strijden de 4 hoogst geklasseerde ploegen in de play-offs om het kampioenschap. De twee laagst geklasseerde ploegen degraderen rechtstreeks naar de Nationale divisie.

## Huidige clubs (seizoen 2022-'23)
- La Gantoise HC
- Braxgata
- Royal Herakles HC
- Waterloo Ducks
- RRC Bruxelles
- HC Royal Antwerp
- KHC Dragons
- Royal Victory HC
- Royal Daring HC
- KHC Leuven
- Royal Wellington THC
- Royal Orée THB

## Erelijst
- 1921-1922 Royal Léopold Club
- 1922-1923 Royal Léopold Club
- 1923-1924 RRC Bruxelles
- 1924-1925 RRC Bruxelles
- 1925-1926 Royal Léopold Club
- 1926-1927 RRC Bruxelles
- 1927-1928 La Rasante
- 1928-1929 La Rasante
- 1929-1930 Royal Léopold Club
- 1930-1931 La Rasante
- 1931-1932 La Rasante
- 1932-1933 RRC Bruxelles
- 1933-1934 Niet georganiseerd
- 1934-1935 Niet georganiseerd
- 1935-1936 Royal Léopold Club
- 1936-1937 Royal Léopold Club
- 1937-1938 La Rasante
- 1938-1939 La Rasante
- 1939-1940 La Rasante
- 1940-1941 La Rasante
- 1941-1942 La Rasante
- 1942-1943 Royal Beerschot THC
- 1943-1944 Royal Beerschot THC
- 1944-1945 La Rasante
- 1945-1946 Royal Beerschot THC
- 1946-1947 Royal Beerschot THC
- 1947-1948 RRC Bruxelles
- 1948-1949 RRC Bruxelles
- 1949-1950 Royal Léopold Club
- 1950-1951 Royal Léopold Club
- 1951-1952 Royal Beerschot THC
- 1952-1953 HC Royal Antwerp
- 1953-1954 HC Royal Antwerp
- 1954-1955 HC Royal Antwerp
- 1955-1956 HC Royal Antwerp
- 1956-1957 HC Royal Antwerp
- 1957-1958 HC Royal Antwerp
- 1958-1959 HC Royal Antwerp
- 1959-1960 HC Royal Antwerp
- 1960-1961 HC Royal Antwerp
- 1961-1962 HC Royal Antwerp
- 1962-1963 Niet gehouden
- 1963-1964 HC Royal Antwerp
- 1964-1965 HC Royal Antwerp
- 1965-1966 Royal Uccle Sport THC
- 1966-1967 Royal Uccle Sport THC
- 1967-1968 Royal Uccle Sport THC
- 1968-1969 Royal Uccle Sport THC
- 1969-1970 Royal Uccle Sport THC
- 1970-1971 Royal Uccle Sport THC
- 1971-1972 Royal Uccle Sport THC
- 1972-1973 Royal Uccle Sport THC
- 1973-1974 Royal Uccle Sport THC
- 1974-1975 Royal Uccle Sport THC
- 1975-1976 Royal Uccle Sport THC
- 1976-1977 Royal Uccle Sport THC
- 1977-1978 Royal Uccle Sport THC
- 1978-1979 Royal Uccle Sport THC
- 1979-1980 Royal Uccle Sport THC
- 1980-1981 Royal Uccle Sport THC
- 1981-1982 Royal Uccle Sport THC
- 1982-1983 Royal Uccle Sport THC
- 1983-1984 Royal Uccle Sport THC
- 1984-1985 Royal Uccle Sport THC
- 1985-1986 Royal Uccle Sport THC
- 1986-1987 La Rasante
- 1987-1988 La Rasante
- 1988-1989 Royal Uccle Sport THC
- 1989-1990 La Rasante
- 1990-1991 La Rasante
- 1991-1992 Royal Léopold Club
- 1992-1993 KHC Leuven
- 1993-1994 KHC Dragons
- 1994-1995 Royal Léopold Club
- 1995-1996 KHC Leuven
- 1996-1997 KHC Leuven
- 1997-1998 KHC Leuven
- 1988-1999 KHC Leuven
- 1999-2000 Royal Léopold Club
- 2000-2001 Royal Léopold Club
- 2001-2002 Parc HC
- 2002-2003 Royal Victory HC
- 2003-2004 Royal Léopold Club
- 2004-2005 Royal Léopold Club
- 2005-2006 La Gantoise HC
- 2006-2007 HC Royal Antwerp
- 2007-2008 HC Royal Antwerp
- 2008-2009 Royal Uccle Sport THC
- 2009-2010 HC Royal Antwerp
- 2010-2011 Royal Wellington THC
- 2011-2012 HC Royal Antwerp
- 2012-2013 HC Royal Antwerp
- 2013-2014 Royal Wellington THC
- 2014-2015 HC Royal Antwerp
- 2015-2016 Braxgata
- 2016-2017 Braxgata
- 2017-2018 Waterloo Ducks
- 2018-2019 HC Royal Antwerp[1]
- 2019-2020 competitie stilgelegd omwille van Covid-19-pandemie
- 2020-2021 La Gantoise HC
- 2021-2022 La Gantoise HC[2]
- 2022-2023 La Gantoise HC
- 2023-24 La Gantoise HC
- 2024-25 Braxgata HC

### Titels per team
| Hockeyclub               | Aantal | Jaren |
| ------------------------ | ------ | --- |
| R. Uccle Sport           | 23     | 1966, 1967, 1968, 1969, 1970, 1971, 1972, 1973, 1974, 1975, 1976, 1977, 1978, 1979, 1980, 1981, 1982, 1983, 1984, 1985, 1986, 1989 en 2009 |
| R. Antwerp H.C.          | 19     | 1953, 1954, 1955, 1956, 1957, 1958, 1959, 1960, 1961, 1962, 1964, 1965, 2007, 2008, 2010, 2012, 2013, 2015 en 2019                         |
| R. Léopold Club          | 14     | 1922, 1923, 1926, 1930, 1936, 1937, 1950, 1951, 1992, 1995, 2000, 2001, 2004 en 2005                                                       |
| R. La Rasante            | 14     | 1928, 1929, 1931, 1932, 1938, 1939, 1940, 1941, 1942, 1945, 1987, 1988, 1990 en 1991                                                       |
| R. Racing Club Bruxelles | 6      | 1924, 1925, 1927, 1933, 1948 en 1949 |
| KHC Leuven               | 5      | 1993, 1996, 1997, 1998 en 1999 |
| R. Beerschot HC          | 5      | 1943, 1944, 1946, 1947 en 1952 |
| Gantoise                 | 4      | 2006, 2021, 2022 en 2023 |
| Braxgata                 | 3      | 2016, 2017 en 2025 |
| Royal Wellington THC     | 2      | 2011 en 2014 |
| Waterloo Ducks           | 1      | 2018 |
| R. Victory H.C.          | 1      | 2003 |
| Parc HC                  | 1      | 2002 |
| KHC Dragons              | 1      | 1994 |

Vlaamse clubs · Waalse clubs · Brusselse clubs
Gouden Stick · Biografieën Belgische hockeyers
Australië · België (heren · dames) · Duitsland · Engeland · Finland · Frankrijk · Ierland · India (PHL/WSH/HIL) · Italië · Nederland · Nieuw-Zeeland · Oostenrijk · Polen · Rusland · Schotland · Spanje · Zwitserland
American football · Atletiek (indoor · outdoor · 10 km · 1/2 marathon · marathon · veldlopen · meerkamp) · Autosport (rally) · Badminton · Basketbal (heren · dames) · Baseball · Beachvolleybal · Biljart (driebanden) · Dammen · Futsal · Gymnastiek (acro · trampoline) · Handbal (heren · dames) · Hockey (heren · dames) · IJshockey · Korfbal (zaal · veld) · Krachtbal · Kunstschaatsen · Motorcross (trial · zijspan) · Schaatsen · Schaken · Snooker · Squah · Strandvoetbal · Triatlon (sprint · middenafstand · olympische afstand · mixed relay · ploegen · cross) · Voetbal (heren · dames) · Waterskiën (racing) · Volleybal (heren · dames) · Wielrennen (tijdrijden · weg · piste · gravel · veld · mountainbike · BMX) · Zaalhockey (heren · dames) · Zaalvoetbal